# Asociación de Votantes del Schleswig Meridional
La Asociación de Votantes del Schleswig Meridional (en alemán: Südschleswigscher Wählerverband o SSW; en danés: Sydslesvigsk Vælgerforening) es un partido político regional en el estado federado alemán de Schleswig-Holstein. Representa a la minoría danesa de esta región. Está representado en el parlamento regional (Landtag) de Schleswig-Holstein y en varios ayuntamientos. Desde 1965 hasta 2021 no se presentó a las elecciones federales alemanas.

El estado de Schleswig-Holstein en Alemania.

La SSW se niega a identificarse en una escala de izquierda a derecha, pero sus políticas se orientan en el sistema escandinavo, que implica un fuerte estado de bienestar, pero al mismo tiempo un mercado laboral más liberal que el alemán.
Como partido oficial de la minoría étnica danesa en Schleswig Meridional, la SSW no está sujeta a la regla general que exige que un partido logre al menos el 5 % de los votos para entrar en el parlamento regional. Por lo tanto, aunque desde 1954 los resultados de la SSW siempre han estado por debajo de esta marca, desde 1958 siempre ha estado representado en el parlamento con entre uno y cuatro diputados. A escala federal, también fue eximida de la «cláusula del 5 %», pero no se presentó a las elecciones al Bundestag desde 1965 hasta 2017.  El SSW solo tuvo representación parlamentaria en el Bundestag durante su primera legislatura entre 1949 y 1953, con un escaño. Sin embargo, esta tendencia se rompió en las elecciones federales de 2021, en las que el partido decidió volver a participar y  consiguió ganar un escaño por el estado de Schleswig-Holstein.

Porcentaje que obtuvo el partido en cada elección del Landtag de Schleswig-Holstein.

## Controversia sobre la cláusula del 5% y el papel del SSW en la gobernabilidad de Schleswig-Holstein
La exención de la SSW de la «cláusula del 5 %» provocó un intenso debate público después de las elecciones regionales de 2005, en las que la SSW obtuvo el 3,6 % de los votos y dos escaños. Dado el resultado extremamente ajustado de las elecciones, en las que la coalición gubernamental saliente entre SPD y Verdes había obtenido un diputado menos que la oposición de CDU y FDP, los dos escaños de la SSW fueron suficientes para que tuviera en sus manos el balance del poder. Después de sondear con ambos partidos, la SSW decidió apoyar un gobierno de minoría entre SPD y Verdes, sin entrar en la coalición ella misma. Esto fue duramente criticado por la CDU y por círculos conservadores alemanes, que afirmaron que, como la ley electoral preveía un estatus especial para la SSW, esta estaba obligada a defender solo los intereses especiales de su minoría étnica, y que la exención debería ser revocada si la SSW empezaba a comportarse como un partido «normal». Por otra parte, los representantes de la SSW insistieron en la «validez completa» de sus escaños, que le permitirían apoyar a la coalición que ellos mismos decidieran. El debate se acaloró hasta llegar a amenazas de muerte anónimas contra los diputados de la SSW.
Sin embargo, finalmente la coalición de SPD y Verdes fracasó, ya que, además de los diputados de CDU y FDP, un diputado desconocido más se negó a dar su apoyo al gobierno «rojiverde» en la votación secreta de investidura. A continuación, la SSW anunció que ya no estaba dispuesta a tolerar un gobierno de minorías. Por lo tanto, se formó una coalición de gobierno entre CDU y SPD, y la SSW pasó a la oposición.
Más tarde, la SSW obtuvo el 4,6 % de los votos en las elecciones regionales de 2012 y participó, por primera vez, en una coalición de gobierno, junto a SPD y Verdes. Tras las elecciones estatales de Schleswig-Holstein de 2017 volvió a la oposición.

## Resultados electorales

### Elecciones federales
| Año  | # de votos directos | # de votos por lista | % de votos por lista | # de escaños obtenidos | +/– |
| ---- | ------------------- | -------------------- | -------------------- | ---------------------- | --- |
| 1949 |                     | 75.388               | 0.3                  | 1/402                  |     |
| 1953 | 44.339              | 44.585               | 0.2                  | 0/509                  | 1   |
| 1957 | 33.463              | 32.262               | 0.1                  | 0/519                  | 0   |
| 1961 | 24.951              | 25.449               | 0.1                  | 0/521                  | 0   |
|      | n/p                 | n/p                  |                      |                        |     |
| 2021 | 35.027              | 55.578               | 0.1                  | 1/736                  | 1   |
| 2025 | 58.773              | 76.126               | 0.2                  | 1/630                  | 0   |

### Elecciones deSchleswig-Holstein
| Año  | # de votos  | % de votos | # de escaños obtenidos | +/–         | Gobierno                                  |
| ---- | ----------- | ---------- | ---------------------- | ----------- | ----------------------------------------- |
| 1947 | 99.500 (#3) | 9,3        | 6/70                   |             | Oposición                                 |
| 1950 | 71.864 (#6) | 5,48       | 4/69                   | 2           | Oposición                                 |
| 1954 | 42.242 (#6) | 3,5        | 0/69                   | 4           | Extraparlamentario                        |
| 1958 | 34.136 (#5) | 2,8        | 2/69                   | 2           | Oposición                                 |
| 1962 | 26.883 (#5) | 2,35       | 1/69                   | 1           | Oposición                                 |
| 1967 | 23.577 (#5) | 1,91       | 1/73                   | Sin cambios | Oposición                                 |
| 1971 | 19.720 (#4) | 1,39       | 1/73                   | Sin cambios | Oposición                                 |
| 1975 | 20.703 (#4) | 1,38       | 1/73                   | Sin cambios | Oposición                                 |
| 1979 | 22.293 (#5) | 1,42       | 1/73                   | Sin cambios | Oposición                                 |
| 1983 | 21.807 (#5) | 1,31       | 1/74                   | Sin cambios | Oposición                                 |
| 1987 | 23.316 (#5) | 1,50       | 1/74                   | Sin cambios | Oposición                                 |
| 1988 | 26.643 (#5) | 1,70       | 1/74                   | Sin cambios | Oposición                                 |
| 1992 | 28.245 (#6) | 1,90       | 1/89                   | Sin cambios | Oposición                                 |
| 1996 | 38.285 (#6) | 2,55       | 2/75                   | 1           | Oposición                                 |
| 2000 | 60.367 (#5) | 4,1        | 3/89                   | 1           | Oposición                                 |
| 2005 | 51.920 (#5) | 3,6        | 2/69                   | 1           | Oposición                                 |
| 2009 | 69.701 (#6) | 4,3        | 4/95                   | 2           | Oposición                                 |
| 2012 | 61.025 (#6) | 4,6        | 3/69                   | 1           | Coalición con SPD y Alianza 90/Los Verdes |
| 2017 | 48.968 (#7) | 3,3        | 3/73                   | Sin cambios | Oposición                                 |
| 2022 | 79.301 (#5) | 5,7        | 4/69                   | 1           | Oposición                                 |

Nota: En las elecciones de 1947 participó bajo el nombre de Südschleswigscher Verein (SSF).